# (14643) Morata
(14643) Morata (1998 WZ30) – planetoida z pasa głównego asteroid okrążająca Słońce w ciągu 3,77 lat w średniej odległości 2,42 j.a. Odkryta 24 listopada 1998 roku.